# خلیج بنگال
کنداب یا خلیج بَنگال خلیجی است که بخش شمال شرقی اقیانوس هند را تشکیل می‌دهد.
شکل این خلیج به صورت سه‌گوشی است که از سوی خاور به شبه جزیره مالایا و از سوی باختر به هندوستان محدود می‌شود.
در نوک شمالی این خلیج، منطقهٔ بنگال قرار دارد. این منطقه شامل کشور بنگلادش و ایالت بنگال غربی در هندوستان است.
از سوی جنوب محدودهٔ خلیج بنگال به کشور جزیره‌ای سری‌لانکا و جزایر اندامان و نیکوبار هندوستان می‌رسد.
خلیج بنگال یکی از بزرگ‌ترین خلیج‌های جهان و بخشی از اقیانوس هند است که در جنوب آسیا قرار دارد. این خلیج از شمال به دلتای گنگ، رود براهماپوترا و رود مگنا محدود می‌شود که یکی از پرآب‌ترین و پویاترین دلتاهای جهان را شکل داده‌اند. از نظر زمین‌شناسی، خلیج بنگال بخشی از صفحه هند است و شکل‌گیری آن ارتباط نزدیکی با حرکت این صفحه به‌سمت شمال و برخورد آن با صفحه اوراسیا دارد؛ فرایندی که به پیدایش کوه‌های هیمالیا نیز انجامیده‌است.
خلیج بنگال نقشی تعیین‌کننده در اقلیم جنوب آسیا ایفا می‌کند. بادهای موسمی و جریان‌های اقیانوسی در این منطقه تأثیر مستقیمی بر الگوهای بارندگی در شبه‌قاره هند دارند. این خلیج همچنین کانون شکل‌گیری طوفان‌های گرمسیری پرقدرت، به‌ویژه در فصل‌های پیش‌موسم و پس‌موسم، به‌شمار می‌رود. طوفان بولا در سال ۱۹۷۰ که موجب کشته‌شدن بیش از ۳۰۰ هزار نفر در بنگلادش شد، یکی از مرگ‌بارترین طوفان‌های جهان در همین منطقه رخ داد.
زیست‌بوم خلیج بنگال میزبان گونه‌های دریایی ارزشمند و نادر از جمله دلفین گنگ، گاو دریایی و لاک‌پشت زیتونی است. سواحل آن محل تخم‌گذاری برخی از بزرگ‌ترین جمعیت‌های لاک‌پشت جهان به‌شمار می‌آیند و از این نظر اهمیت حفاظتی قابل توجهی دارند.
خلیج بنگال از دیرباز مسیر مهمی برای تجارت دریایی و تبادل فرهنگی در آسیا بوده‌است. در دوران باستان، تمدن‌هایی در هند، چین، آسیای جنوب‌شرقی و خاورمیانه از مسیرهای دریایی این خلیج برای بازرگانی و نشر ادیان بهره می‌بردند. شهرهایی مانند چنای، کلکته، چیتاگونگ، یانگون و پورت بلر از بنادر تاریخی و مهم این ناحیه‌اند.
از دیدگاه ژئواستراتژیک، خلیج بنگال در دهه‌های اخیر به یکی از نقاط کانونی رقابت‌های قدرت‌های منطقه‌ای و جهانی بدل شده‌است. هند با اجرای طرح‌هایی مانند ساگار مالا و سیاست اکت شرق کوشیده است نفوذ خود را در این منطقه تقویت کند، در حالی که چین نیز از طریق توسعهٔ کمربند و جاده و سرمایه‌گذاری در زیرساخت‌های بندری میانمار و سری‌لانکا حضور خود را گسترش داده‌است.
با وجود این اهمیت، خلیج بنگال با تهدیداتی جدی روبرو است. صید صنعتی بی‌رویه، ورود فاضلاب‌های شهری و صنعتی، و توسعهٔ حفاری نفتی، اکوسیستم این منطقه را در معرض آسیب قرار داده‌اند. در واکنش، تلاش‌هایی برای همکاری منطقه‌ای در زمینهٔ امداد دریایی، پیش‌بینی طوفان‌ها و بهره‌برداری پایدار از منابع در حال شکل‌گیری است.